# Karup
Karup ist eine dänische Kleinstadt in der Kommune Viborg und der Region Midtjylland mit 2193 Einwohnern (Stand 1. Januar 2023). Der Ort war im Kalten Krieg Sitz des Hauptquartiers der Allied Command Baltic Approaches (BALTAP), einem Kommando der NATO, das sich auf dem hiesigen Militärflugplatz befand, der zivil als Regionalflughafen mitgenutzt wird.
Bei Gedhus südlich von Kølvrå und in Grove westlich des Flugplatzes liegen zwei Kriegsgräberstätten. 1966 wurden die sterblichen Überreste von deutschen Soldaten und Flüchtlingen von verstreut liegenden Friedhöfen hierher umgebettet. In Kølvrå sind 1185 Flüchtlinge und 148 Soldaten, in Grove 1119 Flüchtlinge und 175 Soldaten bestattet.
Es besteht eine Städtepartnerschaft mit der Gemeinde Kalocsa in Ungarn und der Gemeinde Munkedal in Schweden.